# Адемир
Адеми́р Ма́ркес де Мене́зис (порт. Ademir Marques de Menezes; 8 ноября 1922, Ресифи, Бразилия — 11 мая 1996, Рио-де-Жанейро, Бразилия) — бразильский футболист, один из лучших центрфорвардов в истории бразильской сборной.

## Биография
Адемиру было 14 лет, когда он в 1937 году пришёл в футбол. За двумя завоеванными им титулами чемпиона штата в юношеской категории последовали три подряд аналогичных на взрослом уровне.
Адемир стал первым в истории бразильского футбола игроком, который положил в свой карман[какой?] отступные за переход. Его приобрёл «Васко да Гама». В 1946 году его приобрёл «Флуминенсе». В том же году клуб с помощью своего ценного приобретения добился чемпионства.
В 1948 году он вернулся в «Васко да Гама» — чтобы уже не уходить из него до конца профессиональной карьеры. «Адмиралы»[какие?] сразу, в том же 1948-м, выиграли турнир чемпионов стран Южной Америки (прототип Кубка Либертадорес). В 1949-м они первенствовали в Рио, в 1950-м сохранили титул за собой, а Адемир оба раза стал лучшим бомбардиром.

## Карьера в сборной
Забив в шести матчах 9 мячей, Адемир стал лучшим бомбардиром Чемпионата мира 1950 года в Бразилии. В решающем матче первенствовали уругвайцы.
Поехать на чемпионат мира 1954 года ему помешала травма. Через год он решил, что пора уходить. Тогда он сказал: «Отказываться от футбола надо прежде, чем он откажется от тебя».
В 1956-м он ещё несколько раз вышел на поле в составе клуба, где начинал — «Спорт» (Ресифи) — но уже в качестве любителя.
После окончания карьеры он попробовал поработать тренером «Васко да Гама» (1967 год), но быстро отказался от дальнейшего продолжения. Он нашёл себя в жанре радиокомментария. Ушел из жизни в субботу 11 мая 1996 года в 73-летнем возрасте.

## Достижения

### Командные
- Чемпион Южной Америки: 1949
- Вице-чемпион мира: 1950
- Чемпион штата Рио (5): 1945, 1946, 1949, 1950, 1952
- Чемпион штата Пернамбуку: 1939, 1940, 1941
- Чемпион Южной Америки среди клубов: 1948

### Личные
- Лучший бомбардир чемпионата Рио: 1949 (30 голов), 1950 (25 голов)
- Лучший бомбардир чемпионата мира: 1950 (9 голов)
- 34-й футболист в истории южноамериканского футбола XX века
- Единственный футболист в Южной Америке, сделавший хет-трик в финальном матче Кубка Америки (Кубок Америки-1949)[1].

## Статистика выступлений
| Клуб                     | Сезон                    | Лига | Лига | ТРСП | ТРСП | Прочие | Прочие | Итого | Итого |
| Клуб                     | Сезон                    | Игры | Голы | Игры | Голы | Игры   | Голы   | Игры  | Голы  |
| ------------------------ | ------------------------ | ---- | ---- | ---- | ---- | ------ | ------ | ----- | ----- |
| Спорт Ресифи             | 1940                     | 3+   | 3    | -    | -    | 0      | 0      | 3+    | 3     |
| Спорт Ресифи             | 1941                     | 7+   | 11   | -    | -    | 0      | 0      | 7+    | 11    |
| Спорт Ресифи             | Итого                    | 10+  | 14   | 0    | 0    | 0      | 0      | 10+   | 14    |
| Васко да Гама            | 1942                     | 21   | 9    | -    | -    | 3      | 0      | 24    | 9     |
| Васко да Гама            | 1943                     | 18   | 22   | -    | -    | 4+     | 1      | 22+   | 23    |
| Васко да Гама            | 1944                     | 17   | 12   | -    | -    | 0      | 0      | 17    | 12    |
| Васко да Гама            | 1945                     | 17   | 12   | -    | -    | 9      | 10     | 26    | 22    |
| Васко да Гама            | Итого                    | 73   | 55   | 0    | 0    | 16+    | 11     | 89+   | 66    |
| Флуминенсе               | 1946                     | 23   | 24   | -    | -    | 11     | 8      | 34    | 32    |
| Флуминенсе               | 1947                     | 19   | 17   | -    | -    | 3      | 3      | 22    | 20    |
| Флуминенсе               | Итого                    | 42   | 41   | 0    | 0    | 14     | 11     | 56    | 52    |
| Васко да Гама            | 1948                     | 17   | 15   | -    | -    | 3      | 1      | 20    | 16    |
| Васко да Гама            | 1949                     | 20   | 31   | -    | -    | 2      | 1      | 22    | 32    |
| Васко да Гама            | 1950                     | 19   | 24   | 7    | 7    | 0      | 0      | 26    | 31    |
| Васко да Гама            | 1951                     | 5    | 1    | 6    | 9    | 0      | 0      | 11    | 10    |
| Васко да Гама            | 1952                     | 10+  | 13   | 10   | 5    | 0      | 0      | 20+   | 18    |
| Васко да Гама            | 1953                     | 3+   | 3    | 0    | 0    | 0      | 0      | 3+    | 3     |
| Васко да Гама            | 1954                     | 7+   | 11   | 4    | 2    | 2      | 0      | 13+   | 13    |
| Васко да Гама            | 1955                     | 9    | 2    | 7    | 4    | 0      | 0      | 16    | 6     |
| Васко да Гама            | Итого                    | 90+  | 100  | 34   | 27   | 7      | 2      | 131+  | 129   |
| Всего за «Васко да Гама» | Всего за «Васко да Гама» | 163+ | 155  | 34   | 27   | 23+    | 13     | 220+  | 195   |
| Всего за карьеру         | Всего за карьеру         | 215+ | 210  | 34   | 27   | 37+    | 24     | 286+  | 261   |